# André Martin-Decaen
L'abbé André Martin-Decaen, né le 9 juin 1888 à Ermenonville et mort pour la France le 12 juin 1917 à Craonne, est un prêtre et écrivain français,.

## Biographie
André Martin-Decaen est le fils du député Léon Emmanuel Martin. Après son entrée au séminaire Saint-Sulpice, il est ordonné prêtre pour le diocèse de Beauvais. 
Servant comme maréchal des logis éclaireur au 258e régiment d'artillerie de campagne (RAC) durant la Première Guerre mondiale, il meurt des suites de blessures subies à la bataille du Chemin des Dames.
Son engagement lui vaudra la médaille militaire à titre posthume et la croix de guerre (2 étoiles).

## Œuvres
- Le Marquis René de Girardin (1735-1808) : le dernier ami de J.-J. Rousseau. D'après des documents inédits, 1912, prix Montyon 1913.